# Ladislav Emil Berka
Ladislav Emil Berka (9. září 1907 Praha – 14. ledna 1993 Praha) byl český novinář, fotograf a filmový kritik.

## Život a dílo
Po maturitě pracoval v pojišťovně a psal články o filmu a fotografii do časopisů. Od 30. let byl grafikem a redaktorem časopisů Ahoj na neděli, Květy a dalších. Těsně po válce krátce působil jako filmový dramaturg.
V letech 1929–1933 vytvářel avantgardní fotografie ve stylu funkcionalismu a nové věcnosti. Charakteristickým rysem jeho fotografií je použití dvojexpozice. Působil v uskupení Aventinské trio společně s Alexandrem Hackenschmiedem a Jiřím Lehovcem.